# Галичский автокрановый завод
«Га́личский автокра́новый заво́д» (ОАО «ГАКЗ») — советская и российская машиностроительная компания, специализирующаяся на выпуске автомобильных кранов от 25 до 100 т под маркой «Галичанин» на автомобильном шасси МЗКТ, Volvo, КАМАЗ, МАЗа, АЗУ, КрАЗа. Расположен в городе Галич Костромской области.
«Галичский автокрановый завод» является одним из основных производителей гидравлических автомобильных кранов России.

## История
До 1914 года на территории, где в настоящее время расположено предприятие, находился винокуренный завод купца Архангельского. На него привозили спирт-сырец и производили дальнейшую очистку.
В 1914 году винокуренный завод был переоборудован под обувную фабрику, которая выпускала солдатские ботинки. В 1916 году предприятие было национализировано и переоборудовано в хромовый завод. В это время количество работающих составляло 70—100 человек.
В 1930х годах завод переоборудован в бондарно-тарное предприятие, оснащенное деревообрабатывающими станками со своей силовой установкой. Количество работающих — до 70 человек.

### Ремонтный завод
История современного машиностроительного завода берет своё начало с июля 1945 года, когда исходя из нужд страны было принято решение о строительстве моторно-ремонтного завода. Было прислано металлообрабатывающие оборудование, и в 1946 году был организован Галичский ремонтный завод относившийся к структуре Министерства сельского хозяйства СССР.
Завод производил запасные части к тракторам, сельскохозяйственным машинам, ремонтировал двигатели и автомашины, выпускал насосы КВН-1, льномялки, кольчаные катки и другую продукцию. Коллектив завода неоднократно награждался дипломами ВДНХ СССР, был премирован автомашиной ЗИС-151, а ряд рабочих, ИТР и служащих получили ценные подарки и медали выставки.

### Экскаваторный завод
В 1961 году по ходатайству Костромского совнархоза вышло постановление Совета министров СССР о переименовании Галичского ремонтно-механического завода — в экскаваторный. Ростовский институт «Гипростройдормаш» выдал проект на переоборудование и строительство завода. Освоение экскаваторов началось с 1961 года с модели универсальный неполноповоротный Э-1513 на базе шасси Т-16, предназначенный для механизации земляных и погрузочно-разгрузочных работ небольших объёмов с ёмкостью ковша 0,5 м³. С 1969 года, на заводе начался выпуск экскаватора ЭО-2621 на основе трактора «Беларусь» с основным ковшом объёмом 0,25 м³ и гидравлического экскаватора на гусеничном ходу Э-5015А. Коллектив экскаваторного завода освоил 9 типов экскаваторов.
В 1970 году была сдана в эксплуатацию первая очередь производственных площадей — 20 тыс. м², в 1980 году сдана вторая очередь завода.

### В составе производственного объединения «Автокран»
С 1 января 1982 года приказом министра Минстройдормаша Виталия Чудина завод из ПО «Красный экскаватор» был переведён в ПО «Автокран» и проведена переспециализация завода на выпуск 16-тонных автомобильных гидравлических кранов модели КС-4572 на шасси КАМАЗ-53212 и на выпуск гидроцилиндров.
В 1982 году была выпущена опытная партия автомобильных кранов в количестве пяти штук. Затем, ежегодно наращивая производство этой модели, завод за 10 лет довёл их количество до 3275 единиц: в 1983 году — установочная партия из 30 штук, в 1984 года начался их серийный выпуск. В 1986 году завод был переименован в автокрановый.
В 1989 году предприятием начал выпускаться модернизированный 16-тонный автокран КС-4572А на шасси КАМАЗ-53213. Последний кран этой серии вышел из ворот завода в 1999 году.

### ОАО «ГАКЗ»
В начале 1990-х годов предприятие было преобразовано в открытое акционерное общество «Галичский автокрановый завод». Его крупнейшим акционером стала московская фирма «Кудесник», сотрудники которой составляли большинство в совете директоров и определяли генеральную линию развития.
В 1993 году освоен выпуск 16-тонного автокрана КС-4579 на базе шасси КрАЗ.
В 1996 году освоен выпуск моделей 20-тонных автокранов: КС-45719-1 на базе шасси КАМАЗ-53213 и КС-45719-2 на базе шасси КрАЗ. Численность работающих за этот период достигла 1,5 тыс. человек.
В 1997 году начался выпуск 2 моделей автокранов:
- 20-тонного автокрана КС-45719-4 на базе полноприводного шасси КАМАЗ-53228;
- 22,5-тонного автокрана КС-45721 на базе шасси автомобиля Урал-4320.

В 1998 году предприятием освоен выпуск пяти моделей 25"тонных" автокранов:
- КС-55713-1 на базе шасси КАМАЗ;
- КС-55713-2 на базе шасси КрАЗ;
- КС-55713-3 на базе шасси «Урал»;
- КС-55713-4 на базе шасси КАМАЗ-53228;
- КС-55713-5 на базе шасси КАМАЗ-43118.[8]

В том же году освоен выпуск двух моделей автокранов КС-35719-5 грузоподъёмностью 15 т на базе шасси МАЗ и КС-35719-3 на базе шасси «Урал».
В 1999 году завод начал осваивать выпуск крана-манипулятора навесного для погрузки леса ПЛ-95.10.00.
В 2000 году освоен выпуск 30-тонного автомобильного крана КС-55715 на базе шасси автомобиля КАМАЗ-53229.
В 2001 году ОАО «ГАКЗ» разработал, изготовил и провёл испытания 36-тонного автомобильного крана КС-55721 на базе шасси автомобиля КАМАЗ-6540.
В 2002 году предприятием освоен выпуск на базе мобильного городского автомобильного шасси МАЗ:
- автокрана КС-55715-5 грузоподъёмностью 30 т на базе шасси МАЗ-630303.
- автокрана КС-55713-6 грузоподъёмностью 25 т на базе шасси МАЗ-630303.

В 2007 году ОАО «ГАКЗ» разработал и освоил серийное производство 32-тонных автокранов со стрелой 30,2 м из гнутых полукоробов:
- кран КС-55729В на шасси автомобиля МАЗ-6303А3.
- кран КС-55729-1В на шасси автомобиля КАМАЗ-6540[9][10].

В 2008 году разработаны и внедрены в производство:
- 32-тонный автокран КС-55729-5В на шасси автомобиля КАМАЗ-63501 с колёсной формулой 8×8[9][10].
- 50-тонный автокран КС-65713-1 на шасси автомобиля КАМАЗ-65201[9][10][11].

В январе 2009 года на предприятии были завершены приёмочные испытания 32-тонного автокрана КС-55713-1В на шасси КАМАЗ-65115 с длиной стрелы 28 м.
В 2010 году 60-тонный автокран КС-65721-2 на специальном шасси МЗКТ — 700600 с колёсной формулой 8×4
В 2018 году завод выпустил 25-тонный автокран Галичанин КС-55731-1.

## Деятельность
С 1961 по 1982 годы предприятием выпущено 36 332 экскаваторов, 3275 автокранов КС-4572, 2038 автокранов КС-4572А. В сентябре 2005 года был выпущен 10 000 автомобильный кран «Галичанин».
В 2006 году ОАО «ГАКЗ» выпустил 1104 крана, в 2007 году — 1323 единицы, в 2008 году из-за падения в последнем квартале годовое производство сократилось до 1150 единиц.
ОАО «ГАКЗ» принадлежит 25 % в общем объёме выпущенных автокранов в России.

## Награды[16]
- Диплом с медалью выставки «Российский щит-2000» за освоение кранов грузоподъёмностью 30 т.
- Почётный диплом выставки «Строительная техника и технологии-2000».
- Диплом лауреата всероссийской программы-конкурса «100 лучших товаров России» (2000 год).

и других выставок.
- В феврале 2009 года в номинации «Продукция производственно-технического назначения» ОАО получило приз «Лидер качества»[17].
- За период с 2000 года по 2008 год продукция завода неоднократно становилась лауреатом Всероссийского конкурса «100 лучших товаров России».
- В 2009 году предприятие признано «Лидером качества» в номинации «Продукция производственно-технического назначения» Всероссийского конкурса «100 лучших товаров России».[18]

- Дипломант 2004 — кран автомобильный КС-55729, грузоподъёмность 32 т.
- Лауреат 2007 — краны автомобильные КС-55713, грузоподъёмность 25 т.
- Лауреат 2008 — кран автомобильный КС-55729-1, грузоподъёмность 32 т.
- Дипломант 2009 — кран автомобильный КС-65713-1, грузоподъёмность 50 т.